# سیارک ۲۰۸۲۲
سیارک ۲۰۸۲۲ (به انگلیسی: 20822 Lintingnien، نامگذاری:2000UK7) بیست هزار و هشتصد و بیست و دومین سیارک کشف شده‌است که در ۲۴ اکتبر ۲۰۰۰ کشف شد.
قدر مطلق سیارک برابر ۱۸.۶ است.